# Sydney Earl Chaplin
Den här artikeln handlar om Charlie Chaplins son. För artikeln om hans bror, se Sydney Chaplin.
Sydney Earle Chaplin, född 31 mars 1926 i Los Angeles, Kalifornien, död 3 mars 2009 i Rancho Mirage, Kalifornien, var en amerikansk skådespelare. Han var son till Charlie Chaplin och Lita Grey och var under en period gift med Noëlle Adam.
Han tilldelades en Tony Award 1957 för sin medverkan i musikalen Bells Are Ringing.

## Filmografi (urval)
- 1977 – Satan's Cheerleaders
- 1977 – La Saignée
- 1970 – Das Lied der Balalaika
- 1970 – Confession
- 1952 – Rampljus
- 1955 – Bekännelsen